# ID (ソフトウェア)
iDとは、2013年にリリースされたオープンストリートマップ(OSM)のジオデータをオンラインで編集する自由ソフトウェアでJavaScriptで開発されている。シンプルでユーザーフレンドリーになるように設計されており、メインのOSMページのデフォルトエディタになっている。

## 使用
OSMエディタで最も使用されている。
機能としてカスタム航空写真を選択することができて、Mapillaryの写真にネイティブ対応している。
IDの特化型フォークには以下のようなのがある:
- Strava Slide - Stravaユーザーが収集したGPS追跡に合った経路に用意に最適化できる[8]。
- iD-indoor - インドアマッピング用[9]
- Mapeo - リモート環境でオフラインマッピングする実験的なエディタ[10][11][12]。

## 歴史
iD以前に使われていたオープンストリートマップデータ用ウェブエディタは Potlatch 2 editorだった。iDのプロジェクトはPotlatch 1、2の作者だったリチャード・フェアハーストによって2012年7月13日にオンライン上で、同年10月14日のState of the Mapカンファレンスで発足された。
2012年9月、ナイト財団はKnight News Challenge: Data competitionの勝者としてオープンストリートマップの新たな編集ツール開発を計画したDevelopment Seed/Mapboxを選定し、575,000ドルを出資した。投資を受けたMapboxはiDの開発をリチャード・フェアハーストと行うことになった。その少し後の2012年12月22日、Alpha0と言う名でiDの初期バージョンがリリースされた。

### 名前
「iD」という名前はJavaScriptの「getElementById」およびiPadのiとSystème DのDとの掛け合わせから来ているだけでなく、シトロエン・iDを意識している。また、前身のPotlatchよりスペルを簡単にしていることも意識している。

## 技術的背景
このエディタはPotlatch 2のアーキテクチャをJavaScriptで再実装とユーザーインターフェースの再設計を意図している。最大の変更点としてXMLのタグ付けプリセットアーキテクチャからJSON型のアーキテクチャに移行している。
初期リリースはDojoフレームワークをベースにしていたが、2019年時点でレンダリングのためにD3.jsライブラリを使用していてレンダリングのプライマリーモードはSVG経由である。中核アーキテクチャはモジュール式でオープンストリートマップの他のJavaScript型ツールで容易に使用できるようにしている。

## バージョン
| ブランチ | オリジナル リリース日 | バージョン | バージョン リリース日 | サポート           |
| -------- | --------------------- | ---------- | --------------------- | ------------------ |
| Alpha    | 2012年12月21日        | Alpha 3    | 2013年2月23日         |                    |
| Beta     | 2013年4月2日          | Beta 1     | 2013年4月2日          |                    |
| 1.0      | 2013年5月9日          | 1.0.1      | 2013年5月10日         | 終了 (End-of-life) |
| 1.1      | 2013年4月9日          | 1.1.6      | 2013年4月23日         | 終了               |
| 1.2      | 2013年9月26日         | 1.2.1      | 2013年9月30日         | 終了               |
| 1.3      | 2013年10月24日        | 1.3.10     | 2014年5月21日         | 終了               |
| 1.4      | 2014年5月29日         | 1.4.0      | 2014年5月29日         | 終了               |
| 1.5      | 2014年7月8日          | 1.5.4      | 2014年7月29日         | 終了               |
| 1.6      | 2014年10月6日         | 1.6.3      | 2015年2月11日         | 終了               |
| 1.7      | 2015年2月11日         | 1.7.4      | 2015年9月16日         | 終了               |
| 1.8      | 2015年11月8日         | 1.8.3      | 2015年12月11日        | 終了               |
| 1.9      | 2016年3月1日          | 1.9.4      | 2016年5月4日          | 継続               |
| 2.0      | 2016年11月15日        | 2.0.2      | 2016年12月22日        | 継続               |
| 2.1      | 2017年2月4日          | 2.1.3      | 2017年2月24日         | 継続               |
| 2.2      | 2017年5月9日          | 2.2.2      | 2017年6月12日         | 継続               |